# Sandra Keck
Sandra Keck (* 8. Oktober 1967 in Cuxhaven, Deutschland) ist eine deutsche Sängerin, Regisseurin, Schauspielerin und Autorin.

## Werdegang
Sandra Keck machte ihre ersten Bühnenerfahrungen ab 1982 zusammen mit ihrem Bruder Florian bei Rolf Zuckowskis Sendung Rolf und seine Freunde. Seit dem 27. Mai 1990 ist sie Schauspielerin am Ohnsorg-Theater und spielte neben namhaften Schauspielern wie Heidi Kabel, Jürgen Pooch, Ursula Hinrichs und Uwe Friedrichsen.
1996 gründete sie mit mehreren Schauspielerkollegen die Pyrmonter Theater Companie.
Ihre erste Regie führte sie 1999 mit dem Märchen Der Räuber Hotzenplotz. Als Autorin machte sich Sandra Keck mit dem Musical Wi rockt op platt einen Namen, das sie in der Jubiläumsspielzeit des Ohnsorg-Theaters im Jahre 2002/03 schrieb und das vom 28. September 2002 bis Juni 2009 am Haus und auf Tournee gespielt wurde.
Da Keck mit dem Modernisierungskurs des 2017 eingesetzten Intendanten Michael Lang nicht einverstanden war, verließ sie das feste Ensemble des Ohnsorg-Theaters. Ein Teil der Belegschaft teilte ihre Kritik an der geänderten Ausrichtung des Theaters zu mehr hochdeutschen Anteilen und modernen Stücken. Im Mai 2023 wurde sie vom Verein Niederdeutsche Bühne, Eigentümer des Theaters, zur Vereinsvorsitzenden und somit Aufsichtsratsvorsitzenden der Ohnsorg-Theater GmbH gewählt. Daraufhin kam es zu Rücktritten von Befürwortern des Modernisierungskurses, unter anderem des künstlerischen Leiters Murat Yeginer.

## Hörspiele (Auswahl)
- 2006: Dylan Thomas: Ünner den Melkwoold (Rosi Pröve/Janne Hoosband) – Redaktion und Regie: Hans Helge Ott (Original-Hörspiel – RB/NDR)

- 2019–2023: Seker is seker (Diverse Autoren) – Redaktion und Regie: Ilka Bartels (Original-Hörspiel, Serie, 20 Folgen – RB/NDR)[3]

## Werke
- Lees mol´n beten … Keck!, Verlag Michael Jung, Kiel 2009, ISBN 978-3-89882-104-9
- Ganz schöön … Keck!, Verlag Michael Jung, Kiel 2011, ISBN 978-3-89882-121-6
- Steerns an´n Heven. Wiehnachten in uns Tiet; Hrsg.: Gesche Scheller, Autoren: Ines Barber, Yared Dibaba, Marianne Ehlers, Sandra Keck, Matthias Stührwoldt, Heike Thode-Scheel, Petra Wede und Detlef Wutschik, Quickborn-Verlag, Hamburg 2016, ISBN 978-3-87651-435-2

## Auszeichnungen
- 2008 Niederdeutscher Literaturpreis der Stadt Kappeln
- 2008 Ohnsorg-Verdienstmedaille der Stiftung zur Förderung des Ohnsorg-Theaters
- 2014 Harburger Musikpreis des Helms-Museums für ihre Verdienste um die Pflege und Verbreitung plattdeutscher Musik
- 2014 Rolf-Mares-Preis für ihre Rolle als Johanna Homann in Lengen na Leev im Ohnsorg-Theater[4]